# بوبي كانفال
بوبي كانفال (بالإنجليزية: Bobby Cannavale) مواليد 3 مايو 1970 في نيو جيرسي، الولايات المتحدة، هو ممثل أمريكي بدأ مسيرته الفنية عام 1996. كما أنه من الفائزين بجائزة إيمي.

## الأعمال
- جامع العظام
- أفاعي في طائرة
- العشرة
- بول بلارت: شرطي المجمع التجاري
- الشخصان الآخران
- فيلم 43
- باركر
- لوفلاس
- ياسمين أزرق
- الطاهي
- السيد روبوت
- 100 قدم

## وصلات خارجية
- بوبي كانفال على موقع IMDb (الإنجليزية)
- بوبي كانفال على موقع روتن توميتوز (الإنجليزية)
- بوبي كانفال على موقع ألو سيني (الفرنسية)
- بوبي كانفال على موقع ميوزك برينز (الإنجليزية)
- بوبي كانفال على موقع تيرنر كلاسيك موفيز (الإنجليزية)
- بوبي كانفال على موقع أول موفي (الإنجليزية)
- بوبي كانفال على موقع قاعدة بيانات برودواي على الإنترنت (الإنجليزية)
- بوبي كانفال على موقع قاعدة بيانات الأفلام السويدية (السويدية)
- بوبي كانفال على موقع إن إن دي بي (الإنجليزية)
- بوبي كانفال على موقع أول ميوزيك (الإنجليزية)